# قانونی
قانونی (منسوب به قانون) می‌تواند به موارد زیر اشاره کند:
- قانونی، اصطلاحی برای شخصیت یا وضعیت حکومتی مطابق قانون رسمی
- یونس قانونی، از سیاست‌مداران افغان و عضو مجلس نمایندگان افغانستان
- ایرج قانونی، پژوهشگر و مترجم حوزه فلسفه
- جلال قانونی، نوازنده قانون و موسیقی‌دان
- رحیم قانونی، نوازنده قانون و پدر جلال قانونی
- سلطان سلیمان قانونی ،دهمین سلطان امپراطوری عثمانی